# Stellaria sessiliflora
Stellaria sessiliflora är en nejlikväxtart som beskrevs av Yabe. Stellaria sessiliflora ingår i släktet stjärnblommor, och familjen nejlikväxter. Inga underarter finns listade i Catalogue of Life.